# Pentominium
Le Pentominium est un gratte-ciel en construction situé à Dubaï (Émirats arabes unis).
La construction est suspendue depuis août 2011 à cause de problèmes financiers.
Une fois achevée, ce sera la plus haute construction du monde à usage exclusivement résidentiel.